# Bellulia laosiensis
Bellulia laosiensis là một loài bướm đêm thuộc họ Erebidae. Nó được tìm thấy ở Lào.
Sải cánh dài khoảng 10 mm. Cánh dưới màu xám sáng. Phía dưới xám sáng đồng nhất.